# Beverly Allitt
Beverly Allitt, née le 4 octobre 1968, est une tueuse en série britannique condamnée pour quatre meurtres et trois tentatives de meurtres commis sur des nourrissons ainsi que pour avoir causé des dommages corporels à plus de six nourrissons. Ces crimes ont été commis durant une période de 59 jours entre février et avril 1991 dans le service pédiatrique du Grantham and Kesteven Hospital, Lincolnshire, dans lequel Allitt était employée en tant qu'infirmière,,. Elle a administré des doses importantes d'insuline à au moins deux victimes afin de provoquer un arrêt cardiaque ou une insuffisance respiratoire. En mai 1993, elle a obtenu 13 peines d'emprisonnement à perpétuité pour ses crimes.

## Peine et emprisonnement
Allitt s'en est prise à un total de treize nourrissons durant une période de 59 jours, causant quatre décès, avant d'être arrêtée. Ce n'est qu'après le décès de la petite Claire Peck que l'équipe médicale suspecte l'infirmière et appelle donc la police. Allitt était la seule infirmière présente au moment des arrêts cardiaques et également la seule à avoir accès libre aux médicaments. Elle est accusée de meurtre en novembre 1991. Le 28 mai 1993, alors âgée de 24 ans, elle est déclarée coupable et écope de 13 peines de prison à perpétuité, soit une peine par victime,.
Ses motivations n'ont jamais été pleinement expliquées. D'après les experts, elle serait atteinte d'un trouble psychologique connu sous le nom de syndrome de Münchausen par procuration. Ce trouble mental controversé implique habituellement des maltraitances sur mineurs, les patients provoquant délibérément des troubles médicaux chez des mineurs dont ils ont la charge dans le but de devenir un centre d'attention. En 2005, la chaîne télévisée BBC a réalisé un documentaire intitulé Angel of Death, dans lequel Charlie Brooks incarne le rôle d'Allitt.

## Documentaires télévisés
- « Amours empoisonnés » (deuxième reportage) dans Suspect n° 1 le 3 mars 2012 sur TMC.
- « Beverly Allitt : l'ange de la mort » dans Portraits de criminels sur RMC Story et sur RMC Découverte..